# Marson-sur-Barboure
Marson-sur-Barboure település Franciaországban, Meuse megyében. Lakosainak száma 58 fő (2022. január 1.). Marson-sur-Barboure Boviolles, Méligny-le-Petit, Reffroy, Saint-Amand-sur-Ornain és Tréveray községekkel határos.

## Népesség
A település népességének változása:
| Lakosok száma | 61   | 44   | 52   | 44   | 52   | 49   | 47   | 46   | 50   | 58   |
|               | 1968 | 1982 | 1990 | 2006 | 2013 | 2015 | 2017 | 2019 | 2020 | 2022 |